# Tauno Lappalainen
Tauno Lappalainen, född 10 mars 1898 i Libelits, död 25 januari 1973 i Libelits, var en finländsk längdåkare som tävlade under 1920 och 1930-talen. 
Lappalainen var med i VM 1926 och tog där två silvermedaljer, både på 30 kilometer och på 50 kilometer. Lappalainen deltog även i OS 1928 och slutade där på en sjätte plats på 50 kilometer. Vid VM 1930 i Oslo slutade han trea på 18 kilometer.
Han skrev även boken "Handbok i tävlingsåkning på skidor" (Albert Bonniers förlag, Stockholm, 1933).